# Guam-dong, Daegu
Guam-dong (koreanska: 구암듕) är en stadsdel i staden Daegu i den centrala delen av Sydkorea, 230 km sydost om huvudstaden Seoul. Den ligger i stadsdistriktet Buk-gu.